# Adonisea matutina
Adonisea matutina är en fjärilsart som beskrevs av Jacob Hübner 1827. Adonisea matutina ingår i släktet Adonisea och familjen nattflyn. Inga underarter finns listade i Catalogue of Life.